# Urban Franc
Urban Franc (Kranj, 5. lipnja 1975.), slovenski skijaš skakač. 
Natjecao se od 1992. do 1999. godine. Sudjelovao je na ZOI 1998. u Naganu, gdje je bio 42. na maloj skakaonici. Najbolji plasman na FIS-ovim svjetskim prvenstvima u nordijskom skijanju bio je 27. mjesto u pojedinačnoj konkurenciji u Thunder Bayu 1995. godine. U svjetskom kupu najbolji rezultat mu je drugo mjesto u Švedskoj 1992. na velikoj skakaonici u pojedinačnoj konkurenciji.

## Vanjske poveznice
- http://data.fis-ski.com/dynamic/athlete-biography.html?sector=JP&competitorid=18035&type=result Urban Franc] na stranicama Međunarodne skijaške federacije